# كابرارولا
كابرارولا هي بلدة ومدينة في مقاطعة فيتربو ، بولاية لاتسيو في وسط إيطاليا . تقع القرية في سلسلةٍ من الجبال البركانية المعروفة باسم جبال سيميني .
المدينة هي موطن لقصر أو فيلا عصر النهضة الكبيره التي تهيمن على الريف المحيط ، فيلا فارنيزي (أو فيلا كابرارولا). لا يجب الخلط بينه وبين قصر فارنيزي في روما ، فقد تم بناؤه في البدايةِ كحصن ، من قبل الكاردينال أليساندرو فارنيزي سينيو في عام 1530 ،حين كانت المدينة والمنطقة المحيطة بها اعداءً لبيت فارنيزي، وفقًا لمشروع المهندس المعماري أنطونيو دا سانغالو الأصغر . بعد أربع سنوات فقط توقف المشروع عندما أُنتخبَ الكاردينال البابا في عام 1534 تحت اسم بولس الثالث .

## فيلموغرافيا
تم استخدام فيلا فارنيزي كموقع للتصوير في العديد من الأفلام و المسلسلات التلفزيونية , مثل : Medici: Masters of Florence وThe Man From Uncle وThe Two Popes .